# Лео Бианки
Леонардо Бианки (на италиански: Leonardo Bianchi), по-известен като Лео, е италиански и български певец, готвач и телевизионен водещ.

## Биография
Лео е роден на 9 март 1974 г. в Анкона, Италия. На 15-годишна възраст спира да ходи на училище и започва да работи. Тогава намира своето призвание – готвенето. За първи път пристига в България през 1992 година. От 1994 г. живее в Бургас. През 2005 г. е участник в Big Brother 2. Той е първият чужденец в Big Brother България. Той остава до финала на шоуто, но завършва втори. Шоуто му помага много в живота. Скоро след това Лео записва няколко песни с Део и става телевизионен водещ на готварското шоу „Какво Ви забърка Лео“ по ТВ7, което се излъчва от 2010 до 2013 година. Има дует и с Мария Илиева. Направил е няколко музикални проекта с Играта, Део и Рафи. Песента „Цяло лято“, която излиза на 16 юни 2013 г. постига над 2 млн. гледания в YouTube.
Той притежава няколко заведения — две пицарии и кафене в София, където живее. През 2013 г. Лео отново участва в Big Brother „All Stars 2013“, където отново завършва втори. Лео живее в София с половинката си Лучия. Те имат връзка от 2004 г. През 2013 г., само 2 седмици преди да влезе в къщата на Big Brother им се раждат близнаци – Матия и Николо.

## Сингли и видеоклипове
- Пази маса (с Део) (2006)
- Е, и? (с Део) (2007)
- Give me your hand (с участието на Nikita) (2007)
- Ако искаш да те забележат (с Играта и Криско) (2010)
- Айде на морето (с Играта) (2012)
- Weekend (с Играта) (2012)
- Яко парти (2012)
- 100 неща (с Йоана) (2013)
- Целият свят (с Део) (2013)
- Цяло лято (с Играта и Криско) (2013)
- 4D (с Играта, Део и Рафи) (2013)
- Да, да, да (с Играта и Бате Пешо) (2013)
- Дай газ (с Део) (2013)
- За Вас (2014)
- Всеки миг (с Део, Играта, Din-Yo и Марина) (2014)
- Цяла нощ (с JJ) (2014)
- Ей така (с Играта и Starlight) (2014)
- Mr. Comandante (с Играта, Део и Рафи) (2014)
- Безгрижно(с Део) (2015)
- №1(с Играта и Део) (2015)
- Имам си мечта (с Играта и Део с участието на Lexus) (2015)
- Priatel (2015)
- Lettera d'amico (Stritti feat Leo) (2015)
- Se Torno (2016)
- Сега сме други(с Играта и Скандау) (2016)